# Daniel Martín Sáez de Parayuelo
Daniel Martín Sáez de Parayuelo (Madrid, 9 de junio de 1975) es un guionista y escritor español.

## Trayectoria
Es el creador de las series originales de televisión Matadero y Punto Nemo. Coautor del guion del largometraje Las olas (2011), dirigida por Alberto Morais. Esta cinta recibió el premio de oro del Festival Internacional de Cine de Moscú y el Premio FIPRESCI de la crítica. Asimismo, es coguionista de las series Periodistas (Globomedia), Nada es para siempre (Skyquest Televisión), Isabel, Al salir de clase, El inquilino (Antena 3), La señora, Mar libre, Amar en tiempos revueltos (Diagonal TV), 14 de Abril. La República y Amar es para siempre.
En 2020 publica su libro de cuentos Temblor abisal, prologado por Jesús Ferrero.

## Filmografía

### Televisión
- 2025 – Punto Nemo (creador y guionista)
- 2023 – Honor (coguionista)
- 2019 – Matadero (creador y guionista)
- 2014-2016 – Amar es para siempre (coguionista)
- 2013 – Isabel (coguionista)
- 2011-2013 – Bandolera (coguionista)
- 2011– 14 de abril. La República (coguionista)
- 2010 – Mar libre (coguionista)
- 2009-2010 – La Señora (coguionista)
- 2008 – Amar en tiempos revueltos (coguionista)
- 2001 – Al salir de clase (coguionista)
- 2000 – Periodistas (coguionista)

### Cine
- 2011 – Las olas (coguionista)[8]